# Rachel Baes
Rachel Baes (Ixelles, 1º agosto 1912 – Bruges, 8 giugno 1983) è stata una pittrice belga surrealista.

## Biografia
Figlia del pittore paesaggista e ritrattista Émile Baes, Rachel fu incoraggiata fin da bambina a coltivare le proprie attitudini artistiche, se pure senza mai intraprendere studi accademici.
Nel 1929, a soli 17 anni, ricevette il primo riconoscimento come pittrice, esponendo al Salon des Indépendants di Parigi.
Sempre a Parigi, nel 1945, incontrò Paul Éluard, grazie a cui entrò a far parte del gruppo surrealista. Entrò in contatto con Jean Cocteau, Max Ernst, Georges Bataille, Paul Léautaud; René Magritte nel 1947 la ritrasse in Schéhérazade; André Breton l'aiutò a realizzare due esposizioni nel 1953 e nel 1956; Irène Hamoir, Marcel Lecomte, Paul Colinet e Louis Scutenaire recensirono i suoi dipinti.
Dal 1961 si ritirò a vivere in solitudine a Bruges, pur continuando ad esporre. A Bruxelles, in particolare, mise in mostra le proprie opere nel 1966 al Palais des Beaux-Arts e nel 1976 presso la galleria Isy Brachot, con la presentazione degli scrittori surrealisti Louis Scutenaire e Tom Gutt.
Nel 1965 pubblicò la biografia di Joris Van Severen, fondatore del partito belga di estrema destra dell'Unione Nazionale di Solidarietà, con cui Baes era stata legata sentimentalmente dal 1936 fino al 1940, anno nel quale Van Severen venne fucilato dai soldati francesi.
Rachel Baes morì nel 1983 e venne sepolta ad Abbeville, accanto all'uomo che aveva amato.
Lungo la fine del ventesimo secolo, le opere di Baes vennero riscoperte grazie al movimento femminista, che contribuì ad accrescere l'interesse nel lavoro delle donne artiste.
Nel 2002 il Koninklijk Museum di Anversa presentò Baes e Jane Graverol nella mostra voor Schone Kunsten.